# احمد الساعدی
احمد الساعدی (انگلیسی: Ahmed Al Saadi؛ زادهٔ ۲۹ اکتبر ۱۹۹۵) یک بازیکن فوتبال اهل قطر است.

## باشگاهی
از باشگاه‌هایی که در آن بازی کرده‌است می‌توان به اوپان اشاره کرد.

## تیم ملی
وی همچنین در تیم‌های ملی فوتبال زیر ۲۰ سال قطر زیر ۲۳ سال قطر بازی کرده است.